# ルード・ボーイ (漫画)
『ルード・ボーイ』は、狩撫麻礼の原作を谷口ジローが作画した日本の漫画作品である。

## 初出
秋田書店の『プレイコミック』で連載された。
- 第1話 - 第17巻第8号（1984年4月26日（8）号）[1]
- 第2話 - 第17巻第9号（1984年5月10日（9）号）
- 第3話 - 第17巻第10号（1984年5月24日（10）号）
- 第4話 - 第17巻第11号（1984年6月14日（11）号）[2]
- 第5話 - 第17巻第12号（1984年6月28日（12）号）
- 第6話 - 第17巻第13号（1984年7月12日（13）号）
- 第7話 - 第17巻第14号（1984年7月26日（14）号）
- 第8話 - 第17巻第15号（1984年8月9日（15）号）[3]

## 単行本
日本語
- 『ルード・ボーイ』秋田書店〈PLAY COMIC SERIES〉、1984年12月。[4]

## 脚註